# Myślibórz
Myślibórz é um município da Polônia, na voivodia da Pomerânia Ocidental e no condado de Myślibórz. Estende-se por uma área de 15,04 km², com 11 328 habitantes, segundo os censos de 2017, com uma densidade de 753,2 hab/km².